# 撒旦玩偶
《撒旦玩偶》（直译：撒旦的女婴）是一部1983年的義大利恐怖電影，由馬里奧·比安奇執導。

## 剧情
现在的西班牙。专横的安东尼奥·阿吉拉尔不容他人忤逆，他与妻子玛丽亚、女儿米莉娅、弟弟伊格纳西奥（伊格纳西奥因一场不幸的事故只能坐在轮椅上）、修女索尔和她的仆人伊西德罗住在高山上一座宏伟的城堡里。这六个人的生活充满了主人的胡思乱想和嫉妒，他崇拜及爱慕着他不忠的玛丽亚。
有一天，玛丽亚离奇死亡。给她看病的医生胡安也是庄园主最好的朋友，他认为她的死因是歇斯底里发作及服用了大量安定，但为了避免尸检，他将心肌梗死作为正式死因。不知何时，死者着白衣的遗体被摆放出来。遗属们纷纷告别，包括姗姗来迟的年幼米莉娅。当米莉娅走近她死去的母亲时，傲慢且脾气一向不好的安东尼奥认为他发现了一些超自然的东西，一种令人不安的母女关系，死者向她的女儿倾诉，寻求帮助。在场的朋友兼医生胡安设法让安东尼奥冷静下来。
晚上，古老的建筑里开始发生奇怪的事情。虔诚迷信的伊西德罗坚信玛丽亚的灵魂躁动不安，可能会伤害年幼的女儿。因此，他试图用超自然的仪式来保护少女。与此同时，亡灵的声音唤醒了熟睡中的米莉娅，她神情恍惚地来到地下聖堂，目睹了这一神秘事件。她惊恐的尖叫声唤醒了城堡里的所有居民，第二天早上为她治疗的医生诊断出她处于休克状态，并建议她到专科诊所住院数周。这位年幼女子声称自己受到了一个熟悉声音的指引。然而，安东尼奥和照顾孩子的索尔修女以及需要照顾的伊格纳西奥都不相信米莉娅的说法。
第二天晚上，胡安在玛丽亚尸体的防腐过程中死去。在此之前，这位对死者充满渴望的医生出现了噩梦般的幻觉，在幻觉中他给自己注射了致命的药物。几小时内发生了第二起死亡事件，被激怒的仆人想要报警，主人则嘲笑他的仆人，并试图隐瞒此事。晚上，米莉娅再次被死去母亲的声音唤醒，她现在无情地要求杀死城堡里的所有人。为此，她反复利用女儿的身体。在仆人也死于玛丽亚之手后，安东尼奥试图除掉昔日的对手。他的哑巴和瘫痪的弟弟伊格纳西奥曾与他的嫂子暗生情愫，他将是第一个受害者。他将伊格纳西奥锁在城堡的地窖里，让他自生自灭。玛丽亚在一次离奇的性交后以米莉娅的形象杀死了他。
与此同时，安东尼奥染上了严重的毒瘾，经常给自己注射镇痛药。那位曾与城堡女主人发生过同性恋关系的修女受到了他的严重威胁，并被关进了地牢。当晚，产生幻觉的安东尼奥认为自己与女儿发生了乱伦关系，惊慌失措，不慎坠楼身亡。
在影片结尾，玛丽亚的鬼魂化身为年轻的米莉娅，想要和索尔修女进行亲昵的行为，但她的这位爱人拒绝了，因为她看到的是米莉娅而不是玛丽亚的身体。她感到反感和厌恶，阻止了对她不悦的挑逗，找到玛丽亚的尸体，为了让米莉娅过上正常的生活，她牺牲了自己的身体献给玛丽亚。影片结尾，她死在了米莉娅面前。

## 脚注
1. 1 2 3 4 5 6 7 8 9  Curti 2019，第111頁.
2. ↑  Johnson, David. . DVD Verdict.   [2019-03-31]. （原始内容存档于2012-02-25）.